# Hampstead, Dominica

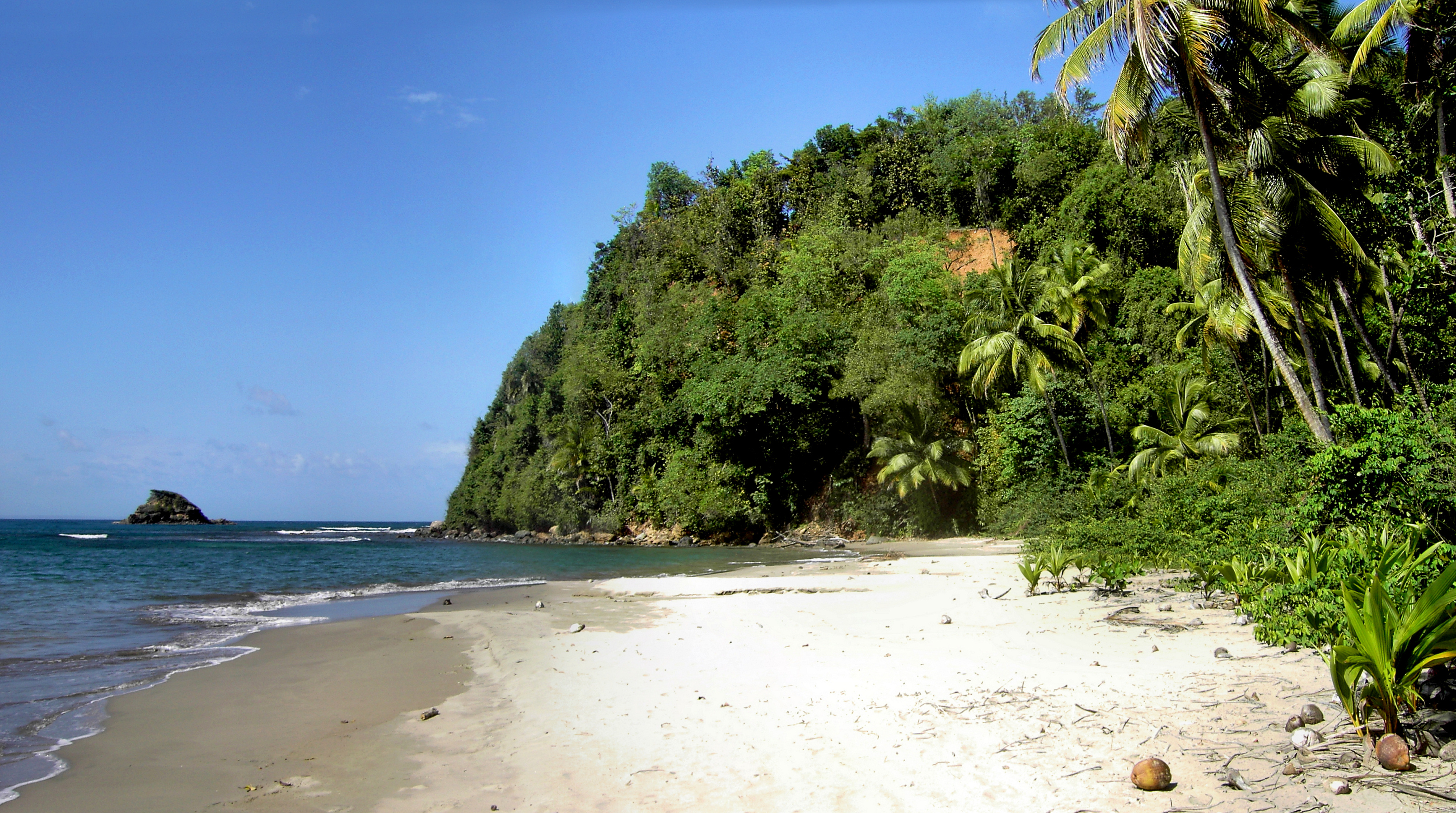
Hampstead Beach

Hampstead este un oraș din Dominica.